# イングランドの歴史
イングランドの歴史（イングランドのれきし）では、グレートブリテン島のイングランド地域の歴史について記述する

## 古代

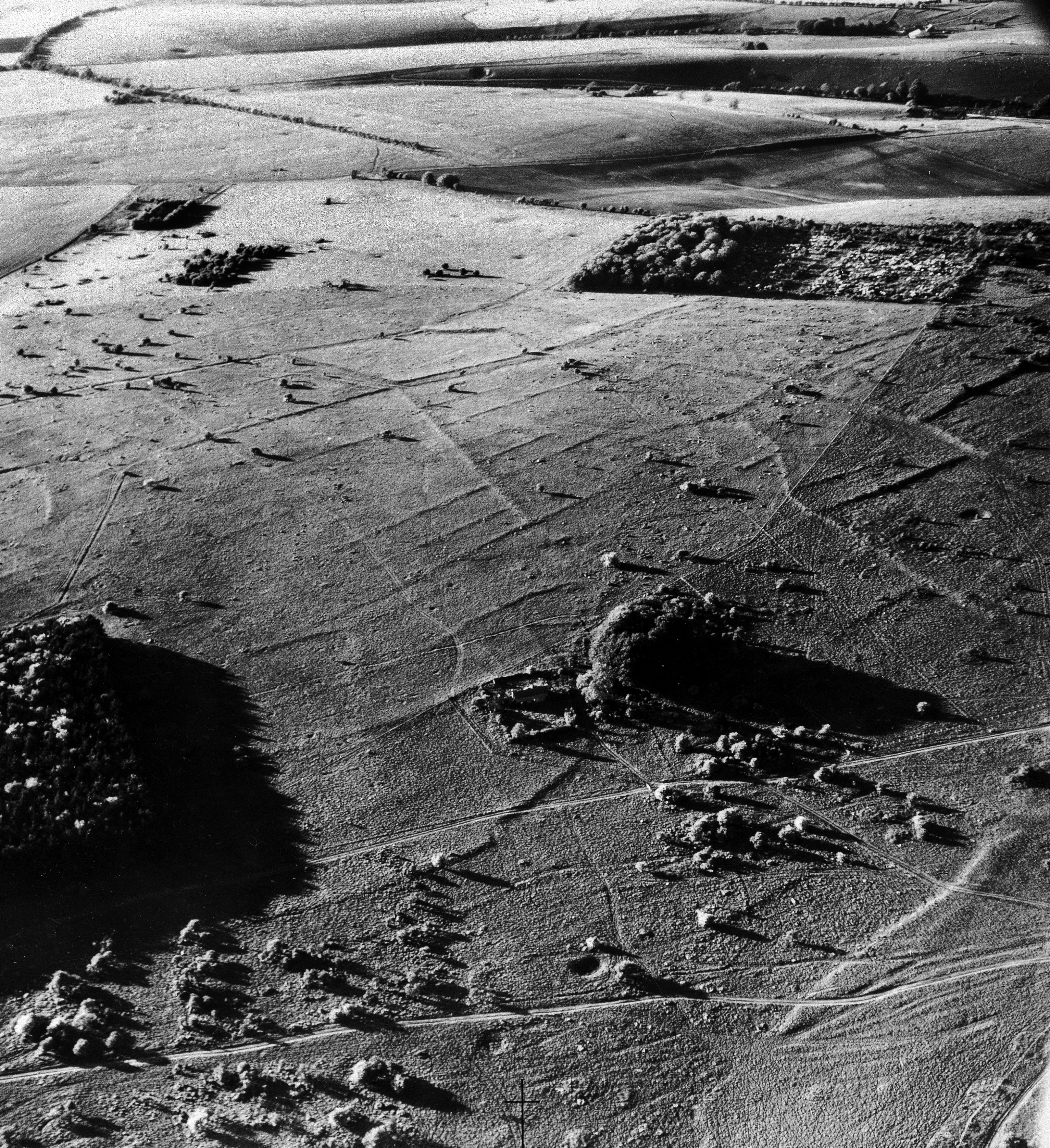
ファイフィールド・ダウン丘原のケルト人農地跡

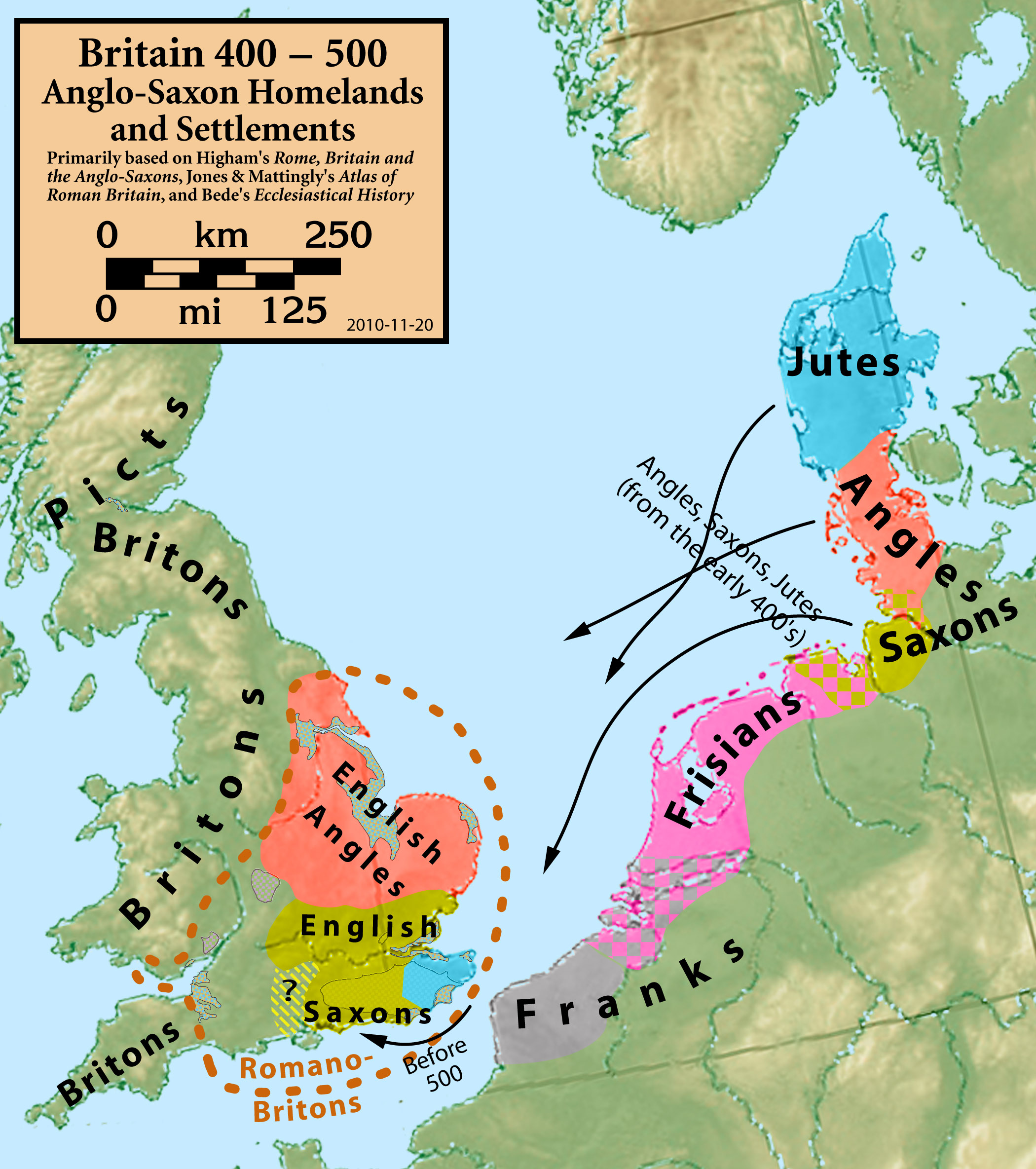
西暦400年代のユトランド半島からブリテン諸島への移住。
Jutes: ジュート人
Angles:アングル人
Saxons: サクソン人

ケルト人がイングランドに流入してきたのは紀元前7世紀頃と見られている。ケルト人は鉄器と共にヨーロッパにやって来ており、この遺物を調査することによって彼らがいつ頃グレートブリテン島にやって来たかが判る。しかしそれ以前にイングランドにも石器時代の存在は確認されており、ストーンヘンジなどの巨石による遺跡も残されている。これを建設した民族がどのような民族であったかはよく分かっていない。
ケルト人は重量のある犂を使用して先史時代には手がつけられなかった土地を開墾し、紀元前1世紀にはブリテン島の総人口は25万人程度に達していた。
紀元前55年ローマのユリウス・カエサルが侵入、43年にはローマ皇帝クラウディウスによってグレートブリテン島の大部分が占領された。ただし、スコットランド、アイルランド地域にはローマの支配は及ばず、この地域のケルト人が度々イングランドに侵入してきたため、ローマ人によって現在のイングランドとスコットランドの境界付近に長城が建設された。ローマはこの地域をブリタンニアと呼んだ。これが現在のブリテン島の起源である。またブリタニア支配の拠点としてロンディニウムを建設した。これが現在のロンドンの起源となっている。又ローマ人は在地のケルト人をブリトン人と呼んだ。
ローマ人はブリテン島で痕跡が確認されているものだけでも約500か所のヴィラを営み、100か所のタウンを建設した。そして、それらを結ぶ総延長5000マイルを超える道路網や、カー・ダイクのような溝渠を建設した。ローマ時代のブリテン島の総人口は50万人から150万人と諸説あり、正確な数は分からない。
5世紀になるとゲルマン人の侵入が始まりローマ帝国に混乱が広まった。ローマはブリタニアでの植民を諦めて大陸へと引き返した。449年にアングロ・サクソン人がグレートブリテン島に侵入を始め、元々住んでいたケルト系住人はアングロ・サクソン人に征服され同化し、一部はコーンウォール、ウェールズ、スコットランドに押し出される形になった。ただしアングロ・サクソン系諸王国が形成されるまでのブリタニアには歴史記録が乏しく、正確なことはあまり分かっていない。

## 中世

### ヘプターキー
グレートブリテン島に侵入したアングロ・サクソン人（アングル人・ジュート人・サクソン人）はノーサンブリア、マーシア、イーストアングリア、エセックス、ウェセックス、ケント、サセックスなどの7つの王国を建設し、覇権を争った。このイングランドに7つの王国が並立した829年までの380年間を七王国時代と言う。七王国時代の初めに有力だったのはアングル人の王国であった。そのため、ローマはこの地はアングル人の土地と言う意味でアングリア（Anglia）と呼んだ。このアングリアをアングロサクソン風に言うとイングランドとなる。8世紀には七王国のうちアングル人の王国マーシアにオファ王（在位：757年 - 796年）が登場し、イングランドに覇を唱えた。オファはフランク王国のシャルルマーニュと対等に渡り合い、西のウェールズとの境にオファの防塁を築いた。七王国時代の最後に現れたのはサクソン人のウェセックスで829年にはウェセックス王のエグバートが統一を達成した。この時代の重要な考古学的遺跡は1939年に発掘されたサットン・フーで、イースト・アングリア王国の船葬墓である。

### ヴァイキングの侵入
しかしこれと同時にデンマークのヴァイキングであるデーン人の侵入が活発になってきた。このデーン人の侵入に対抗してイングランドの中興を担ったのがアルフレッド大王である。しかしその後もデーン人の侵入は続き、1016年にはデンマークのクヌートによってアングロサクソンの王がイングランドから追い出され征服王朝であるデーン朝（北海帝国）が成立した。その後アングロサクソンによる王朝が復活したものの、デーンやドーバー海峡の対岸にあるノルマンディー公のイングランドに対する干渉はますます強くなってきた。

### ノルマン・コンクエスト
こうした状況の中でエドワード懺悔王が嗣子のないまま死亡すると、その後王位についたエドワードの義弟ハロルド・ゴドウィンソンに対して1066年、ノルマンディー公ギヨームとノルウェー王ハーラル3世がトスティを擁して異議を申し立て、ノルウェー軍はイングランドに侵入したが（スタンフォード・ブリッジの戦い）、ハロルドはこれを撃退した。ノルマンディー公軍に対してはヘイスティングズの戦いに敗れ、ハロルドは戦死した。ロンドンを占領したギヨームはウェストミンスター寺院においてイングランド王に即位し、イングランド王ウィリアム1世を名乗った。これによりアングロサクソンによる王統は途絶え、征服王朝としてノルマン朝が成立した。ノルマンディー公ギヨームによる一連のイングランド征服をノルマン・コンクエストと言う。
ノルマン朝は征服王朝であり、そのため国王の権限が始めからかなり強かった。これはイングランドにおいて最も早く絶対王政が確立した原因のうちの一つになっている。ギヨームはイングランド王ウィリアム1世としてはフランス王と対等な王であるが、フランスにおけるノルマンディー公ギヨームとしてはフランス王の臣下という奇妙な立場につくことになった。これが百年戦争の遠因ともなっている。

### プランタジネット朝の成立
ノルマン朝は僅か4代で王位を継ぐ者がいなくなり、無政府時代と呼ばれるスティーヴン王の治世を経て、1154年フランスのアンジュー伯家から新しい王ヘンリー2世が迎えられた。これがプランタジネット朝である。アンジュー伯もまたフランス国内においてはフランス王の臣下であったので、フランス王とイングランド王の関係はますます複雑なものとなった。またノルマンディー公国とともにアンジュー伯領もイングランド王の支配する土地となったため、フランス王との関係は悪化の方向を辿ることになる。

### イングランド議会の発達
プランタジネット朝第3代の王ジョンの代にイングランドはフランス王フィリップ2世との抗争に敗れ、大陸領土のほとんどを失った。ジョン王は欠地王とのあだ名も持っている(ただしこの呼び名はそれ以前、兄たちに所領が分配された後、領地が残っていなかったためのあだ名である）。こうした無能な王が強権（当時フランスとの抗争で、貴族たちにも重税を科していた）を発動するのを抑制する試みがなされるようになった。1215年貴族の一斉反抗に敗れたジョンは議会による承認なしに新たな課税は出来ないなどとするマグナ・カルタを認めさせられた。これは王権を抑制する議会権力の伸長の第一歩となった。
ジョンの後を継いだヘンリー3世の時代に、フランスから来た貴族シモン・ド・モンフォールが反乱を起こし、それまでの高位聖職者、貴族からなっていた身分制議会に騎士、都市の代表を加えた。その後エドワード1世によってモデル議会（Model Parliament）が召集された。現在のように上院である貴族院と下院である庶民院に分かれたのは14世紀頃、金銭法案に関する先議権が庶民院に与えられたのは15世紀頃である。

### ウェールズの征服
エドワード1世は1277年ウェールズ大公ルウェリン・アプ・グリフィズ率いるウェールズの征服に取り掛かりグリフィズを戦死させた。ウェールズはその後も抵抗を続けるが、グリフィズの戦死後はエドワードもウェールズとの親和策をとる方向に転化し、臨月の王妃をウェールズに呼び寄せ、1301年ウェールズで生まれた王太子エドワード2世にプリンス・オブ・ウェールズ(ウェールズ大公)の称号を与えた。これ以降イングランド王室次期王位継承者に対して「プリンス・オブ・ウェールズ」の称号を用いるようになった。

### 百年戦争
フランスでカペー朝が断絶し、ヴァロワ家からフィリップ6世が即位すると、1337年イングランド王エドワード3世がこれに異議を申し立てフランスの王位継承権を主張してフランスに侵入を開始した。これが百年戦争の始まりである。
開戦当初はエドワード黒太子の活躍もあって、フランスの半分以上を占領し、イングランドが優位に立った。ヘンリー6世の時代には一時期イングランドとフランスの統一王朝が成立する。その後フランス王シャルル7世とジャンヌ・ダルクによる巻き返しによってイングランドは敗退を始め、1453年にはイングランドが占領していたボルドーが陥落、イングランドはカレーを除く全ての大陸の領土を喪失した。

### 薔薇戦争
フランスに対して王位継承権を主張したプランタジネット家であったがエドワード3世の孫リチャード2世が廃位させられると断絶、王位はランカスター家に渡る。この後1455年からイングランドはランカスター家とヨーク家が争う内戦状態となった。これを薔薇戦争と呼ぶ。
薔薇戦争は最終的にランカスター家の支流にあたるヘンリー・テューダーがエドワード4世の娘でヨーク家のエリザベスと結婚して即位し、1485年にテューダー朝を起こす。テューダー朝は1603年まで継続する。
百年戦争から薔薇戦争を通してまでのこの期間の間に、イングランドではペストが流行し、農奴反乱であるワット・タイラーの乱が起こるなど社会は混乱を極めた。しかしその間にも農奴制は崩壊の方向に向かい、封建制は完全に崩れ去った。封建制の崩壊は騎士と貴族の社会の破壊を意味しており、この後のテューダー朝による絶対王政の基礎が形作られた期間でもある。また、この時期に良質の羊毛生産に支えられた毛織物工業が発達してハンザ同盟との競合の少ない低地地方との交易を通じて典型的な農業国からの脱出を徐々に図っていくことになる。

## 近世
イングランド王に即位したヘンリー・テューダーはヘンリー7世を名乗った。百年戦争とバラ戦争によってイングランド国内の貴族、騎士層は疲弊しており、相対的に王権は強まった。従って以降のテューダー朝の歴史はイングランドにおける絶対王政の時代でもある。貴族、騎士の代わりにイングランドの国政に影響力を持つようになったのは、王の側に官僚として仕える廷臣、そして大商人であった。

### イングランド国教会の成立
イングランドにおける絶対王政の最大の成果はイングランド国教会を成立させたことである。16世紀に入るとヨーロッパでは宗教改革の動きが活発になった。それら大陸におけるマルティン・ルターやジャン・カルヴァンの例を見ても判る通り、純粋に宗教的な理由から出発しているが、イングランドにおける宗教改革はヘンリー7世の次の王であるヘンリー8世の離婚問題と言う、全く非宗教的な理由から出発しているところに特徴がある。
ヘンリー8世の后はアラゴン王国国王フェルナンド2世とカスティーリャ王国女王のイサベル1世の娘キャサリンであったが、キャサリンは男子の後継者を望むヘンリーに対して女子1人のみを生んだだけであった。ヘンリーは子の産めないキャサリンと離婚し、事実婚の関係にあったアン・ブーリンとの結婚を望んだ。カトリック教会においては離婚は認められないが、「そもそもその結婚が無効であった」ということをローマ教皇に認めてもらうという抜け道が存在しており、王族に関しては少なからずその名目で離婚が行われていた。ヘンリーもこの手法を用いたが、キャサリンの甥にあたるカール5世が教皇クレメンス7世を圧迫したため、教皇はこれを認めなかった。これに怒ったヘンリーはイングランドにおける教会の首位権はローマ教皇ではなくイングランド王にあるとする国王至上法を発布し、これに反対するものを次々に処刑した。この時処刑された者の中にトマス・モアがいる。こうしてキャサリンとの離婚を成立させたヘンリーはアン・ブーリンと再婚。その後も次々と后との離婚（時には処刑）と再婚を繰り返す。ヘンリーには6人の王妃がいた。
ヘンリー8世としては王妃との離婚が成立すればよかっただけで、典礼の様式などはカトリックのものそのままであった。その後、ヘンリー8世の息子エドワード6世の時代に祈祷書の制定が行われ、カルヴァン派の様式が取り入れられ始めた。ただしイングランドではこの後も国教会とカトリックの間で揺れ動き、エドワードの後に女王となったキャサリン・オブ・アラゴンの娘メアリー1世はイングランドにおけるカトリックの復権を企てた。これに対しての反発はかなり根強いものがあり、彼女はカトリックの復権に反対するものを悉く処刑したため「ブラッディー・メアリー」とあだ名された。イングランドにおいて最終的に国教会の優位が確定されるのはメアリーの後を継いだ妹でアン・ブーリンの娘である、エリザベス1世によって国王至上法が再発布され、重ねて礼拝統一法が制定された後のことになる。

### エリザベス朝
エリザベスはイングランドにおける絶対王政の頂点を極めた。エリザベスによって統治されたこの時代をエリザベス朝と呼ぶ。エリザベスは当時、無敵艦隊を率いて世界各国に植民地を持ちヨーロッパの強国となっていたスペイン・ハプスブルク家に挑戦を始めた。エリザベスはネーデルラントの北部7州が、スペインの支配に対して起こした八十年戦争で独立を支持し、援助を行った。時のスペイン国王フェリペ2世はこれに対してイングランド攻略を目指して無敵艦隊を送ったが1588年のアルマダの海戦において私掠船を中心としたイングランド海軍に大敗。スペインの海軍力はこの後大幅に低下し、逆にイングランドの海軍力はこの後イギリス帝国を維持するイギリス海軍に発展するまで上昇した。当時ヨーロッパの最強国の一つであった、スペインを軍事的に打ち負かしたことで、イングランドの国際的地位は高まって行くことになる。
エリザベスはイングランド王位を持つ自分の立場を利用される事（つまり外国に干渉される事）を嫌い生涯独身を通した。そのためエリザベスには子はおらずテューダー朝はエリザベスで終わりとなる。その後継にはスコットランド王であったステュアート家のジェームズ6世が指名された。

### ステュアート朝の成立

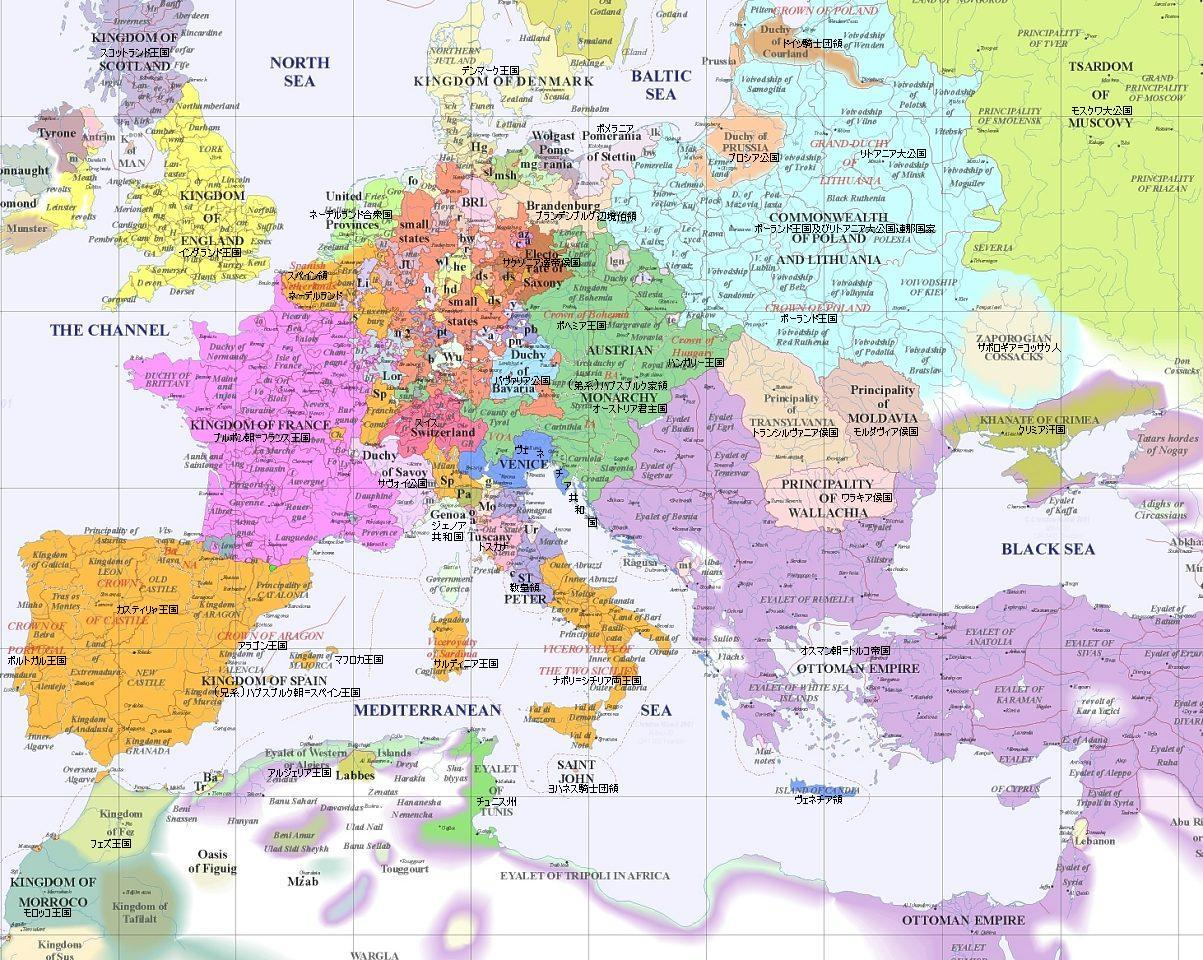
1600年のヨーロッパ

1603年スコットランド王ジェームス6世がイングランド王として即位しイングランド王ジェームズ1世となると、イングランドとスコットランドは同じ人物を王に戴く同君連合となった。
スコットランド王としてのジェームズは、スコットランドにおいてカルヴァン派の影響を強く受けていた長老派への対応に手を焼いており、イングランドの国王至上法に倣って暗黒法を発布していた。イングランド王になると、国王を教会のトップに置く国教会の制度を気に入り、イングランドの宗教を国教会に統一することに腐心し、ピューリタンやカトリック教徒を弾圧した。この時国王の弾圧を逃れ新天地を目指してメイフラワー号でアメリカ大陸に渡ったのがピルグリム・ファーザーズの一員である。彼らは北米植民地においてニューイングランド植民地の建設に邁進した。
ジェームズの跡を継いだ息子チャールズ1世は、さらに一歩進んで国教会をスコットランドにも導入しようと試みた。この試みは長老派の勢力が強かったスコットランドにおいて大反発を受け、大反乱となった（主教戦争）。チャールズはこれを軍事力によって屈服させようとし、その財源を大増税によって賄おうとした。この増税に関してはイングランド議会の承認を得ていなかったので、チャールズの施政方針はイングランドにおいても大反発を招く結果となり、これが清教徒革命の火種となった。

### 清教徒革命
スコットランドへの派兵のために大増税を行ったチャールズ1世に対して1628年議会は権利の請願を王に提出し、議会の承認に基づかない金銭法の施行を行わないこと、法に拠らない不当な逮捕を行わないことを求めた。一旦はチャールズもこれを認めたもの、直後に議会を解散し、以降1640年まで議会が召集されない状態が続いた。
スコットランドの反乱は一旦は収まったものの、1640年再び大反乱が起こると、チャールズは議会を召集し増税に関する金銭法案の可決を求めたが、チャールズに反発する議会はこれに応じなかったため、僅か3週間で解散された。これを短期議会と言う。その後再び召集された議会は、戦術を代え、王に対して金銭法案の可決をちらつかせながら、王に反省を促し、議会に対しての尊重や法の遵守と言った妥協を引き出すといった方向性に転じた。この議会はその後オリバー・クロムウェルによって1653年に解散されるまで13年間開催され続けたため、長期議会と呼ばれている。
王の反省を期待した議会であったが、王の態度は変わらないどころか、反国王派の議員を法を無視して逮捕しようと試みたため、議会と国王の対立は決定的となった。国王チャールズはロンドンを離れて王党派の勢力が根強いヨークに向かって軍備を整え、一方の議会はロンドンにあってこちらも軍備を整え始めた。1642年ついに両軍は激突し、イングランドにおいて内戦が勃発した。当初は王党派が優位にたったものの、議会派はスコットランドの反乱勢力と結び、さらに鉄騎隊（後にニューモデル軍）を率いるオリバー・クロムウェルが登場すると、王党派は劣勢に転じた。1646年チャールズはスコットランド軍に対して、降伏。一旦は脱出して再び反旗を翻すものの1648年再び捕らえられ、翌1649年にチャールズは処刑された。これによりイングランドにおける王統は一旦断絶し、国王を戴かない共和制となる。

### 共和制
1649年から1660年まで、イングランドは共和国（Commonwealth of England）となった。実態としてはクロムウェルによる軍事独裁政権であり、ニューモデル軍を始めとする強大な軍事力に裏打ちされた政権であった。ピューリタンであったクロムウェルは王党派はもとより、王党派と妥協的であった長老派、ピューリタンよりも過激な革命論を主張した平等派、真正水平派を弾圧した。さらにカトリックを弾圧し、カトリックの根城となり、亡命した王党派の拠点ともなっていたアイルランドに侵攻した。また、イングランドと海外植民地について争い、海の覇権を争っていたオランダにも戦争を仕掛け、英蘭戦争を引き起こした。
1653年には、王党派のリバイバルを抑え、軍事政権を維持するために議会を解散し、護国卿に就任し、クロムウェルの独裁性は一層の高まりを見せた。しかし1658年にクロムウェルが亡くなり、息子のリチャード・クロムウェルが護国卿の地位を継承するものの、リチャードは父親程の能力を発揮できなかったため、王党派にリバイバルのチャンスが巡ってきた。

### 王政復古
1660年オランダに亡命していたチャールズ2世が即位し、イングランドにおける王政復古がなる。チャールズは亡命に際してフランスのルイ14世から多大な庇護を受けており、后はカトリック教国ポルトガルの王女カタリナであったため、自身は国教徒であったものの親カトリック的であった。
イングランドでは清教徒革命の結果、議会以下国民の間では絶対王政は廃れたものとの認識があったが、国王は時代錯誤的な強権を発動しようと試みたため、議会は人身保護法を制定し、法によらない不当逮捕の禁止を明文化させた。これがイングランドにおけるデュー・プロセスの確定である。さらにカトリックの者が公職に就くことを禁止した審査法を制定し、王を牽制した。
チャールズには嫡子がおらず、王位の継承を巡っては、王弟であるヨーク公ジェームズしか継承者がいなかったが、ジェームズはカトリックであり、議会はジェームズの即位に妥協する勢力とこれに反発する勢力に2分された。前者が後の保守党の前身となるトーリーであり、後者が後の自由党の前身となるホイッグである。結局この論争はトーリーに軍配があがり、プロテスタントの国イングランドはカトリックの王を国王に迎えることになった。

### 名誉革命
チャールズ2世の死に際して、弟ジェームズは国王に即位し、イングランド王ジェームズ2世となった。イングランドにとってはメアリー1世以来のカトリックの王となるが、カトリックの王を頂くという妥協が成立した背景には、ジェームズにもまた嫡子がおらず、カトリックの王は彼一代限りという目論見があったためである。
しかしその後、ジェームズと王妃であるモデナ公国皇女であるメアリーの間に男子が誕生すると、話は全く変わったものになってしまう。ジェームズ以降もカトリックの王が即位し続ける可能性が生じたことによって、ジェームズの即位を巡って対立していたトーリーとホイッグはここに団結し、ジェームズの排除に動いた。
議会はジェームズの娘メアリーの夫で、プロテスタントの国オランダの統領であったオラニエ公ウィレム率いる軍団を招き寄せ、ジェームズとの対決姿勢を明らかにした。これに対してジェームズはあっさりと亡命してしまったため、ロンドンを中心とした地域では流血の事態には至らなかった。このためこれを名誉革命と言う。
議会は次期国王としてメアリーとウィレム夫妻を指名し、両王は王権に対して議会の優位性を明文化した権利の章典に署名した上でイングランド王に即位した。

### グレートブリテン王国の成立
1707年の女王アンの治世の時に、それまでイングランドとスコットランドの同君連合という関係を改めて、両国の議会を統一した連合国家となった。これがグレートブリテン王国の誕生である。
これ以降のイングランドおよびスコットランド、ウェールズ、アイルランドを含めた歴史に関してはイギリスの歴史を参照。